# Kodchi, Jevargi
Kodchi là một làng thuộc tehsil Jevargi, huyện Gulbarga, bang Karnataka, Ấn Độ.